# Kenéz (település)
Kenéz község Vas vármegyében, a Sárvári járásban.

## Fekvése
A falu a Gyöngyös-sík délkeleti peremén, a Gyöngyös-patak mellett fekszik Szombathelytől 15 kilométerre keletre.
Főutcája a 8443-as út, közúton csak ezen érhető el a megyeszékhely Szombathely és Ikervár felől is.
Vasútvonal nem érinti.

## Története
1217-ben Kynih néven említik először. Neve a szláv eredetű magyar kenéz tisztségnévből származik. 1237-ben villa Kyniz alakban szerepel, akkor említik plébániáját is. 1240-ben Terra Kyniz, 1284-ben Poss. Keniz iuxta fluv. Gyungus, 1323-ban Poss. Kenez, 1345-ben Poss. Kenyz. Poss. Thyuodorkenize, 1384-ben Poss. Keniz et Tiuadorbanfelde, 1483-ban Kenyz alakban szerepel az írott forrásokban. Részben a vasvári káptalané, részben köznemesi birtok volt.
Vályi András szerint "KENÉSZ. Magyar falu Vas Várm. földes Ura a’ Szombathelyi Káptalanbéli Uraság, lakosai katolikusok, fekszik Péczölhöz közel, és annak filiája, határja közép termékenységű, réttye, legelője meg lehetős, vagyonnyai is középszerűek."
Fényes Elek szerint "Kenéz, magyar falu, Vas vmegyében, ut. p. Szombathely: 300 kath. lak. Birja a szombathelyi káptalan."
Vas vármegye monográfiájában "Kenéz, 70 házzal és 384 magyar lakossal. Vallásuk r. kath. Postája Peczöl, távírója Sárvár. Kath. temploma e század elején épűlt. Földesura a vasvár-szombathelyi káptalan volt."
1910-ben Kenéznek 491 lakosa volt. Vas vármegye Sárvári járásához tartozott.

## Közélete

### Polgármesterei
- 1990–1994: Takács Gábor (FKgP)[8]
- 1994–1998: Tóth Lajos (független)[9]
- 1998–2002: Tóth Lajos (független)[10]
- 2002–2006: Tóth Lajos (független)[11]
- 2006–2010: Horváth Lászlóné (független)[12]
- 2010–2014: Horváth Lászlóné (független)[13]
- 2014–2019: Horváth László Istvánné (független)[14]
- 2019–2024: Horváth Lászlóné (független)[15]
- 2024– : Molnár Attila (független)[1]

## Népesség
A település népességének változása:
| Lakosok száma | 276  | 272  | 269  | 268  | 268  | 251  | 246  |
|               | 2013 | 2014 | 2015 | 2021 | 2022 | 2023 | 2024 |

A 2011-es népszámlálás során a lakosok 92,8%-a magyarnak, 0,8% németnek mondta magát (6,5% nem nyilatkozott; a kettős identitások miatt a végösszeg nagyobb lehet 100%-nál). A vallási megoszlás a következő volt: római katolikus 86,7%, református 2,3%, evangélikus 0,8%, felekezet nélküli 2,3% (8% nem nyilatkozott).
2022-ben a lakosság 92,2%-a vallotta magát magyarnak, 1,1% németnek, 0,7% cigánynak, 0,4% románnak, 2,6% egyéb, nem hazai nemzetiségűnek (7,5% nem nyilatkozott; a kettős identitások miatt a végösszeg nagyobb lehet 100%-nál). Vallásuk szerint 61,2% volt római katolikus, 2,6% református, 0,7% evangélikus, 0,7% egyéb keresztény, 1,5% egyéb katolikus, 4,9% felekezeten kívüli (28,4% nem válaszolt).

## Nevezetességei
- Római katolikus temploma 1776-ban épült, Szent Miklós tiszteletére. Felújítását 2012 májusában kezdték és őszig eltart.